# Lista de presidentes da Costa Rica
Segue a lista de presidentes da República da Costa Rica, além de outros chefes de Estado, como os governadores da província da Costa Rica, do Primeiro Império Mexicano e do Estado da Costa Rica, membro dos Estados Unidos da América Central. O país é independente desde 1838. 

## Governadores (Império Mexicano; 1821-1823)
- Juan Manuel Cañas-Trujillo e Sánchez Madrid (1821)
- Nicolás Carrilo y Aguirre (1821)
- Pedro José de Alvarado y Baeza (1821-1822)
- Rafael Barroeta y Castillo (1822)
- Santiago de Bonilla y Laya-Bolívar (1822)
- José María de Peralta y La Vega (1822)
- José Rafael Gallegos Alvarado (1822-1823)
- José Santos Lombardo y Alvarado (1823)
- Rafael Francisco Osejo (1823)
- Joaquín de Oreamuno y Muñoz de la Trindad (1823)
- Gregório José Ramírez y Castro (1823)
- José María de Peralta y La Vega (1823)
- Manuel Alvarado y Hidalgo (1823-1824)
- Eusebio Rodríguez y Castro (1824)
- Manuel Alvarado y Hidalgo (1824)

## Governadores (República Federal da América Central; 1824-1838)
- Juan Mora Fernández (1824-1833)
- Jorge Rafael Gallegos (1833-1835)
- Braulio Carillo Colina (1835-1837)
- Juan Mora Fernández (1837)
- Manuel Aguilar Chacón (1837-1838)

## Chefes de Estado da Costa Rica (1838-1848)
- Braulio Carillo Colina (1838-1842)
- Francisco Morazán (1842)
- Antonio Pinto Soares (1842)
- José María Alfaro Zamora (1842-1844)
- Francisco María Oreamuno Bonilla (1844)
- José Rafael Gallegos (1845-1846)
- José María Alfaro Gallegos (1846-1847)
- Jose´Castro Madriz (1847-1848)

## Presidentes da República da Costa Rica (1848-Presente)
| Nº                                | Retrato                        | Presidente                                   | Início do mandato              | Fim do mandato                        | Partido                        | Eleição                         | Notas                            |
| Primeira República (1848-1949)    | Primeira República (1848-1949) | Primeira República (1848-1949)               | Primeira República (1848-1949) | Primeira República (1848-1949)        | Primeira República (1848-1949) | Primeira República (1848-1949)  | Primeira República (1848-1949)   |
| --------------------------------- | ------------------------------ | -------------------------------------------- | ------------------------------ | ------------------------------------- | ------------------------------ | ------------------------------- | -------------------------------- |
| 1                                 |                                | José Castro Madriz (1818-1892)               | 31 de agosto de 1848           | 15 de novembro de 1849                | Liberal                        | 1847                            | - Presidente                     |
| —                                 |                                | Miguel Mora Porras (1816-1887)               | 15 de novembro de 1849         | 26 de novembro de 1849                | Liberal                        | —                               | - Presidente interino            |
| 2                                 |                                | Juan Rafael Mora Porras (1814-1860)          | 26 de novembro de 1849         | 14 de agosto de 1859 (Deposto)        | Liberal                        | 1849 1853 1859                  | - Presidente                     |
| 3                                 |                                | José María Montealegre Fernández (1815-1887) | 14 de agosto de 1859           | 8 de maio de 1863                     | Liberal                        | 1860                            | - Presidente interino (até 1860) |
| 4                                 |                                | Jesús Jiménez Zamora (1823-1897)             | 8 de maio de 1863              | 8 de maio de 1866                     | Liberal                        | 1863                            | - Presidente                     |
| 5                                 |                                | José Castro Madriz (1818-1892)               | 8 de maio de 1866              | 1 de novembro de 1868 (Renunciou)     | Liberal                        | 1866                            | - Presidente                     |
| 6                                 |                                | Jesús Jiménez Zamora (1823-1897)             | 1 de novembro de 1868          | 27 de abril de 1870 (Deposto)         | Liberal                        | —                               | - Presidente interino            |
| 7                                 |                                | Bruno Carranza Ramírez (1822-1891)           | 27 de abril de 1870            | 8 de agosto de 1870 (Renunciou)       | Liberal                        | —                               | - Presidente interino            |
| 8                                 |                                | Tomás Guardia Gutiérrez (1831-1882)          | 9 de agosto de 1870            | 8 de maio de 1876                     | Liberal                        | 1872                            | - Presidente interino (até 1872) |
| 9                                 |                                | Aniceto Esquivel Sáenz (1824-1898)           | 8 de maio de 1876              | 30 de julho de 1876 (Deposto)         | Liberal                        | 1876                            | - Presidente                     |
| 10                                |                                | Vicente Herrera Zeledón (1821-1888)          | 30 de julho de 1876            | 11 de setembro de 1877 (Renunciou)    | Conservador                    | —                               | - Presidente interino            |
| 11                                |                                | Tomás Guardia Gutiérrez (1831-1882)          | 11 de setembro de 1877         | 6 de julho de 1882 (Morreu no cargo)  | Liberal                        | —                               | - Presidente                     |
| 12                                |                                | Saturnino Lizano Gutiérrez (1826-1905)       | 6 de julho de 1882             | 10 de agosto de 1882                  | Liberal                        | —                               | - Presidente interino            |
| 13                                |                                | Próspero Fernández Oreamuno (1834-1885)      | 10 de agosto de 1882           | 12 de março de 1885 (Morreu no cargo) | Liberal                        | 1882                            | - Presidente                     |
| 14                                |                                | Bernardo Soto Alfaro (1854-1931)             | 12 de março de 1885            | 7 de novembro de 1889                 | Liberal                        | 1885                            | - Presidente interino (até 1886) |
| —                                 |                                | Carlos Durán Cartín (1852-1924)              | 7 de novembro de 1889          | 8 de maio de 1890                     | Liberal                        | —                               | - Presidente interino            |
| 15                                |                                | José Joaquín Rodríguez Zeledón (1837-1917)   | 8 de maio de 1890              | 8 de maio de 1894                     | Constitucional Democrático     | 1889                            | - Presidente                     |
| 16                                |                                | Rafael Yglesias Castro (1861-1924)           | 8 de maio de 1894              | 8 de maio de 1902                     | Civil                          | 1893                            | - Presidente                     |
| 17                                |                                | Ascensión Esquivel Ibarra (1844-1932)        | 8 de maio de 1902              | 8 de maio de 1906                     | União Nacional                 | 1901                            | - Presidente                     |
| 18                                |                                | Cleto González Víquez (1858-1937)            | 8 de maio de 1906              | 8 de maio de 1910                     | Nacional                       | 1905                            | - Presidente                     |
| 19                                |                                | Ricardo Jiménez Oreamuno (1859-1945)         | 8 de maio de 1910              | 8 de maio de 1914                     | Republicano                    | 1909                            | - Presidente                     |
| 20                                |                                | Alfredo González Flores (1877-1962)          | 8 de maio de 1914              | 27 de janeiro de 1917 (Deposto)       | Republicano                    | 1913 (Designado pelo Congresso) | - Presidente                     |
| 21                                |                                | Federico Tinoco Granados (1868-1931)         | 27 de janeiro de 1917          | 12 de agosto de 1919                  | Peliquista                     | 1917                            | - Presidente interino            |
| 22                                |                                | Juan Bautista Quirós Segura (1852-1934)      | 12 de agosto de 1919           | 2 de setembro de 1919 (Renunciou)     | Peliquista                     | —                               | - Presidente interino            |
| 23                                |                                | Francisco Aguilar Barquero (1857-1924)       | 2 de setembro de 1919          | 8 de maio de 1920                     | Republicano                    | —                               | - Presidente interino            |
| 24                                |                                | Julio Acosta García (1872-1954)              | 8 de maio de 1920              | 8 de maio de 1924                     | Constitucional                 | 1919                            | - Presidente                     |
| 25                                |                                | Ricardo Jiménez Oreamuno (1859-1945)         | 8 de maio de 1924              | 8 de maio de 1928                     | Republicano                    | 1923                            | - Presidente                     |
| 26                                |                                | Cleto González Víquez (1858-1937)            | 8 de maio de 1928              | 8 de maio de 1932                     | União Nacional                 | 1928                            | - Presidente                     |
| 27                                |                                | Ricardo Jiménez Oreamuno (1859-1945)         | 8 de maio de 1932              | 8 de maio de 1936                     | Republicano Nacional           | 1932                            | - Presidente                     |
| 28                                |                                | León Cortés Castro (1882-1946)               | 8 de maio de 1936              | 8 de maio de 1940                     | Republicano Nacional           | 1936                            | - Presidente                     |
| 29                                |                                | Rafael Ángel Calderón Guardia (1900-1970)    | 8 de maio de 1940              | 8 de maio de 1944                     | Republicano Nacional           | 1940                            | - Presidente                     |
| 30                                |                                | Teodoro Picado Michalski (1900-1960)         | 8 de maio de 1944              | 14 de abril de 1948                   | Republicano Nacional           | 1944                            | - Presidente                     |
| —                                 |                                | Santos León Herrera (1874-1950)              | 14 de abril de 1948            | 8 de maio de 1948                     | Republicano Nacional           | —                               | - Presidente interino            |
| Segunda República (1949-presente) |                                |                                              |                                |                                       |                                |                                 |                                  |
| —                                 |                                | José Figueres Ferrer (1906-1990)             | 8 de maio de 1948              | 9 de novembro de 1949                 | Social-Democrata               | —                               | - Presidente da Junta Fundadora  |
| 31                                |                                | Otilio Ulate Blanco (1891-1973)              | 9 de novembro de 1949          | 8 de novembro de 1953                 | União Nacional                 | 1948                            | - Presidente                     |
| 32                                |                                | José Figueres Ferrer (1906-1990)             | 8 de novembro de 1953          | 8 de maio de 1958                     | Liberação Nacional             | 1953                            | - Presidente                     |
| 33                                |                                | Mario Echandi Jiménez (1915-2011)            | 8 de maio de 1958              | 8 de maio de 1962                     | União Nacional                 | 1958                            | - Presidente                     |
| 34                                |                                | Francisco Orlich Bolmarcich (1907-1969)      | 8 de maio de 1962              | 8 de maio de 1966                     | Liberação Nacional             | 1962                            | - Presidente                     |
| 35                                |                                | José Joaquín Trejos Fernández (1916-2010)    | 8 de maio de 1966              | 8 de maio de 1970                     | Unificação Nacional            | 1966                            | - Presidente                     |
| 36                                |                                | José Figueres Ferrer (1906-1990)             | 8 de maio de 1970              | 8 de maio de 1974                     | Liberação Nacional             | 1970                            | - Presidente                     |
| 37                                |                                | Daniel Oduber Quirós (1921-1991)             | 8 de maio de 1974              | 8 de maio de 1978                     | Liberação Nacional             | 1974                            | - Presidente                     |
| 38                                |                                | Rodrigo Carazo Odio (1926-2009)              | 8 de maio de 1978              | 8 de maio de 1982                     | Coalizão Unidade               | 1978                            | - Presidente                     |
| 39                                |                                | Luis Alberto Monge Álvarez (1926-2016)       | 8 de maio de 1982              | 8 de maio de 1986                     | Liberação Nacional             | 1982                            | - Presidente                     |
| 40                                |                                | Óscar Arias Sánchez (n.1940)                 | 8 de maio de 1986              | 8 de maio de 1990                     | Liberação Nacional             | 1986                            | - Presidente                     |
| 41                                |                                | Rafael Ángel Calderón Fournier (n.1949)      | 8 de maio de 1990              | 8 de maio de 1994                     | Unidade Social Cristã          | 1990                            | - Presidente                     |
| 42                                |                                | José María Figueres Olsen (n.1954)           | 8 de maio de 1994              | 8 de maio de 1998                     | Liberação Nacional             | 1994                            | - Presidente                     |
| 43                                |                                | Miguel Ángel Rodríguez Echeverría (n.1940)   | 8 de maio de 1998              | 8 de maio de 2002                     | Unidade Social Cristã          | 1998                            | - Presidente                     |
| 44                                |                                | Abel Pacheco (n.1933)                        | 8 de maio de 2002              | 8 de maio de 2006                     | Unidade Social Cristã          | 2002                            | - Presidente                     |
| 45                                |                                | Óscar Arias Sánchez (n.1940)                 | 8 de maio de 2006              | 8 de maio de 2010                     | Liberação Nacional             | 2006                            | - Presidente                     |
| 46                                |                                | Laura Chinchilla (n.1959)                    | 8 de maio de 2010              | 8 de maio de 2014                     | Liberação Nacional             | 2010                            | - Presidente                     |
| 47                                |                                | Luis Guillermo Solís (n.1958)                | 8 de maio de 2014              | 8 de maio de 2018                     | Ação Cidadã                    | 2014                            | - Presidente                     |
| 48                                |                                | Carlos Alvarado Quesada (n.1980)             | 8 de maio de 2018              | 8 de maio de 2022                     | Ação Cidadã                    | 2018                            | - Presidente                     |
| 49                                |                                | Rodrigo Chaves (n.1961)                      | 8 de maio de 2022              | presente                              | Progresso Social Democrático   | 2022                            | - Presidente                     |